# Чистополье (Ростовская область)
Чистополье — село в Родионово-Несветайском районе Ростовской области.
Входит в состав Большекрепинского сельского поселения.

## География

### Улицы
- ул. Гагарина,
- ул. Набережная,
- ул. Октябрьская,
- ул. Советская.

## Население
| 2010 |
| ---- |
| 151  |

### Известные люди
- Здесь родился Чеботарёв, Николай Иванович (1937—2015) — государственный деятель, директор и президент ГТРК «Дон-ТР».

## Археология
Рядом с хутором Чистополье находятся:
- Курганная группа «Чистопольский I» (4 кургана) — в 3,0 км к северо-востоку от хутора.
- Курганная группа «Чистопольский II» (2 кургана) — в 2,5 км к северо-востоку от хутора.